# Le Pèlerinage à l'île de Cythère
Le Pèlerinage à l'île de Cythère est un tableau d'Antoine Watteau, réalisé en 1717, et présenté par le peintre comme morceau de réception à l'Académie royale de peinture. Il est reçu à l'Académie, qui crée spécialement pour lui le genre de la fête galante. Le tableau est aujourd'hui exposé au musée du Louvre.
En 1718, Watteau en fit lui-même une réplique sensiblement différente, intitulée Embarquement pour Cythère, ayant appartenu à Frédéric II de Prusse et exposée aujourd'hui au Château de Charlottenburg à Berlin.

## Le sujet
Dans l'Antiquité, l'île de Cythère, située dans les îles grecques de la mer Égée, abritait un temple dédié à Aphrodite, déesse de l'amour : ses eaux auraient vu naître la déesse. L'île représente donc le symbole des plaisirs amoureux.

## Description
Premier plan: Des couples s'apprêtent pour le départ, une statue d'Aphrodite se dresse devant des arbres. Deuxième plan: Suite de la procession. Arrière plan: Le côté gauche est envahi par le bleu de la mer et du ciel et le rose des montagnes lointaines. On y voit plusieurs signes mythologiques :
- Une statue qui représente Aphrodite déesse de l'amour
- Des Cupidons qui rappellent Éros, dieu de l'amour
- La poupe de la barque est ornée d'un coquillage, un des symboles d'Aphrodite

La touche de peinture est si légère qu'on peut observer de près les dessins préparatoires et les repentirs.

## Composition
« En peinture, la perspective linéaire perd de son omnipotence. Watteau estompe ses effets. Dans l’Embarquement pour Cythère le regard s'enfonce obliquement dans une brume lumineuse et la distance est suggérée par des plans successifs. La couleur recherche des effets de surface qui font reculer la géométrie et les proportions devant le charme, l'imprévisibilité, le je ne sais quoi. Au début de son Cours de peinture par principes (1708), Roger de Piles écrit : « La véritable peinture est donc celle qui nous appelle (pour ainsi dire) en nous surprenant & ce n'est que par la force de l'effet qu'elle produit, que nous ne pouvons nous empêcher d'en approcher, comme si elle avait quelque chose à nous dire ».
L'évolution depuis la grande querelle entre rubenistes et poussinistes se confirme. De Watteau à Tiepolo ce sont les lignes ondoyantes, les accidents de surface, les méplats qui l'emportent, et avec eux l'asymétrie et le chatoiement des couleurs. La grâce d'un geste, le charme de l'entrevu, la féérie d'un instant qui suspend le temps, l'emportent définitivement sur la majesté des constructions préétablies. Mais l'attaque frontale contre les critères esthétiques hérités de la Renaissance vient de Hogarth qui s'en prend à Dürer et Lomazzo et récuse les calculs mathématiques « qui ont plongé le monde dans la perplexité en créant des divisions artificielles » et en « corrigeant la nature à l'aide de règles, d'équerres et de compas » (Analysis of Beauty). Il met ainsi en question le système des proportions et apparaît comme le théoricien du roccoco le plus fidèle à l'épistémologie empiriste. »

— Michel Baridon, « Les deux grands tournants du siècle des Lumières »,  Dix-Huitième Siècle, 1999, no 31, p. 20 (lire en ligne) 
Watteau  a établi un certain équilibre dans le tableau en distribuant avec succès ses éléments.
Il a pu compenser le déséquilibre créé dans son tableau par les lignes  verticales  des arbres et l'axe de la statue.
Il peint d'une manière rapide, fait des esquisses sans donner de lignes précises ou des masses.
Ses couleurs chaudes (or-rose) sont accompagnées de vert ou de bleu.
Il fait des contrastes et des dégradés de lumière pour représenter les rayons du soleil marquant la fin de la journée.

## Interprétation

### Départ vers l'île, ou retour?
On ne peut déterminer par l'analyse picturale si les personnes viennent de débarquer sur l'île ou si au contraire, elles s'apprêtent à la quitter, à regret. Pour l'historien d'art anglais Michael Levey, le tableau représente le départ de l'île, et non pas le départ vers l'île.
En effet, plusieurs symboles érotiques laissent penser que l'île est celle de Cythère :
- La Vénus enguirlandée dans les bois
- La nacelle en forme de lit
- Les couples déjà enlacés
- Les allusions mythologiques (voir supra)

La jeune femme du couple de gauche, au premier plan, se retourne et regarde avec regret le lieu de son bonheur. C'est pourquoi il est possible que l'île soit déjà celle de Cythère et non celle d'un départ vers cette île. Il n'y a pas d'île au loin, ce qui aurait pu lever le doute ; lumière et clarté basse suggèrent la fin de la journée, crédibilisant d'autant l'hypothèse d'un retour. Cela expliquerait également l'aspect mélancolique de la scène quoique la nacelle, en forme de lit, garantisse que l'île une fois quittée, la passion ne s'éteindra pas.

### La représentation de la séduction
Pour Auguste Rodin, Watteau a réalisé une représentation des trois étapes successives de la séduction, exprimées selon les principes de la simultanéité médiévale, grâce aux trois couples du premier plan. Le tableau pourrait alors se lire ainsi, de droite à gauche :
- Le compliment galant : au pied de la statue de Vénus, une jeune femme élégante, assise, écoute les paroles chuchotées par son admirateur agenouillé. Elle hésite tandis qu'un amour assis sur son carquois la tire par la jupe pour l'encourager.
- L'invitation : la femme accepte la main que lui tend son cavalier pour l'aider à se lever, elle a été convaincue.
- L'enlacement : les amants descendent sur la grève tout à fait d'accord (le couple est accompagné d'un petit chien, on l'a parfois interprété comme un symbole érotique ou un symbole de fidélité)

Rodin donne du tableau la description suivante :
«  Ce qu'on aperçoit d'abord (...) est un groupe composé d'une jeune femme et de son adorateur. L'homme est revêtu d'une pèlerine d'amour sur laquelle est brodé un cœur percé, gracieux insigne du voyage qu'il voudrait entreprendre. (...) elle lui oppose une indifférence peut-être feinte (...) le bâton du pèlerin et le bréviaire d'amour gisent encore à terre.
À gauche du groupe dont je viens de parler est un autre couple. L'amante accepte la main qu'on lui tend pour l'aider à se lever. (...) Plus loin, troisième scène. L'homme prend sa maîtresse par la taille pour l'entraîner. (...) Maintenant les amants descendent sur la grève, et, (...) ils se poussent en riant vers la barque ; les hommes n'ont même plus besoin d'user de prières : ce sont les femmes qui s'accrochent à eux. Enfin les pèlerins font monter leurs amies dans la nacelle qui balance sur l'eau sa chimère dorée, ses festons de fleurs et ses rouges écharpes de soie. Les nautoniers appuyés sur leurs rames sont prêts à s'en servir. Et, déjà portés par la brise, de petits Amours voltigeant guident les voyageurs vers l'île d'azur qui émerge à l'horizon. »
Le tableau ne tend pas à exprimer une réalité sociale, car la volonté de Watteau est avant tout une représentation poétique. Watteau était un poète rêveur. Par exemple, il n'y a pas de volonté d'opposition sociale dans la mise en parallèle des aristocrates et des gens populaires, mais une représentation de l'univers du théâtre, inspirée de la commedia dell'arte.

## Télévision
Les secrets de la fête galante. Le pèlerinage à l'île de Cythère d'Alain Jaubert, épisode de la série télé Palettes (1995).